# والنتین کرمپل
والنتین کرمپل (انگلیسی: Valentin Krempl; ۱۵ آوریل ۱۹۰۴ – ۱ ژانویهٔ ۱۹۴۴)از برندگان مدال‌های بازی‌های المپیک اهل رایش آلمان بود.